# Harvey Cloyd Philpott

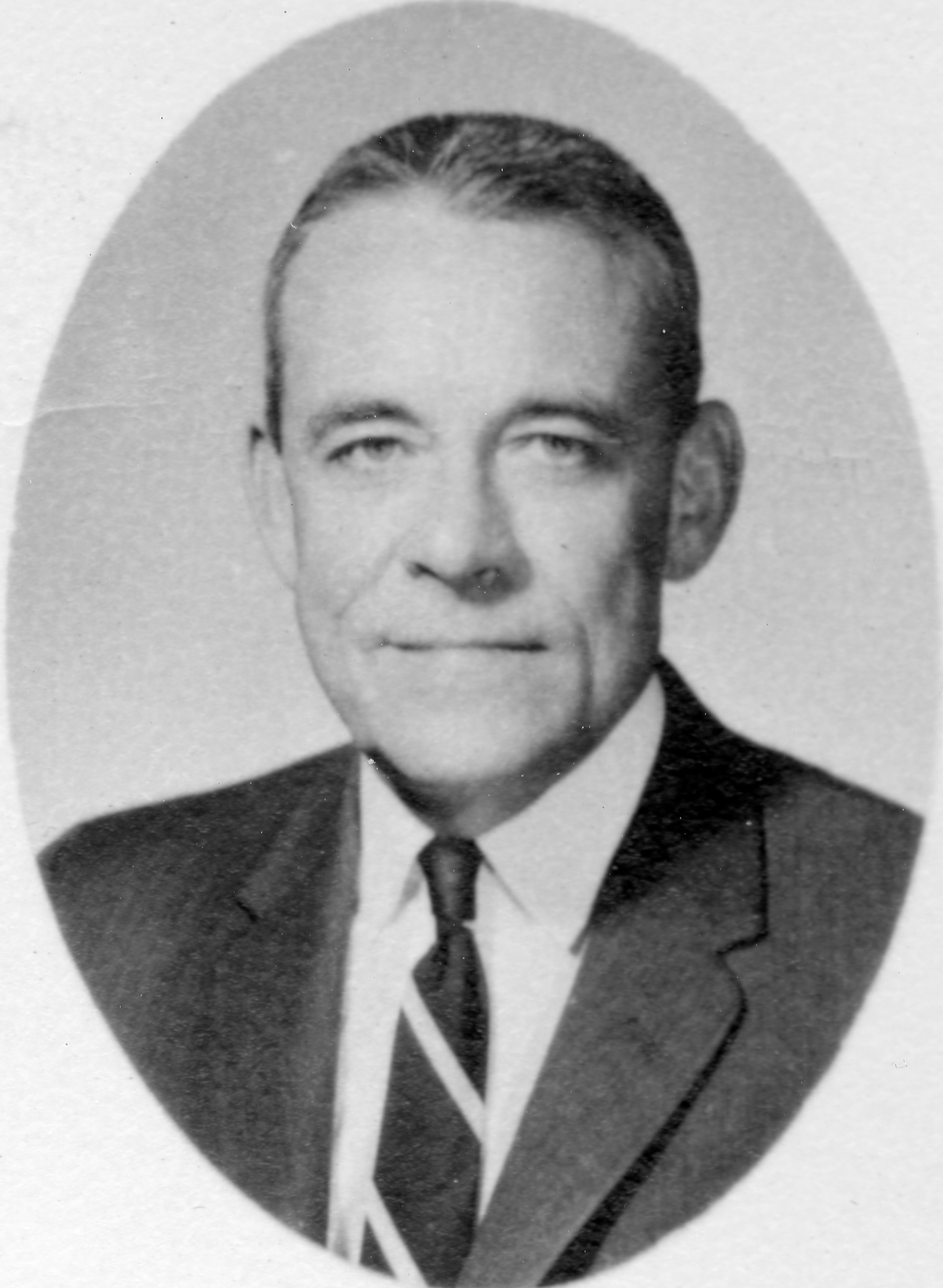
Harvey Cloyd Philpott (1961)

Harvey Cloyd Philpott (* 6. April 1909 in Bassett, Henry County, Virginia; † 19. August 1961) war ein US-amerikanischer Politiker. Im Jahr 1961 war er Vizegouverneur des Bundesstaates North Carolina.

## Werdegang
Im Jahr 1920 kam Harvey Philpott mit seinen Eltern nach Lexington in North Carolina, wo sein Vater eine vormals insolvente Möbelfirma kaufte und weiterführte. Er selbst arbeitete in dieser Firma mit, während er gleichzeitig die Lexington High School absolvierte. Dann besuchte er das Eastman Business College und anschließend bis 1929 das Virginia Military Institute. Philpott blieb weiterhin in der Möbelbranche und wurde Präsident der in Lexington ansässigen Firmen United Furniture Corporation und der Philpott Furniture Corporation. Zwischenzeitlich war er auch Präsident der Southern Furniture Manufacturer’s Association.
Politisch schloss sich Philpott der Demokratischen Partei an. Zwischen 1934 und 1945 saß er im Schulausschuss der Stadt Lexington. Seit 1943 war er dessen Vorsitzender. Von 1945 bis 1949 war er Bürgermeister von Lexington. Anschließend gehörte er bis 1956 dem dortigen Ausschuss für Versorgungsfragen (Utility Committee) an. Überdies war er im Vorstand der Commercial Bank of Lexington und der Mutual Savings and Loan Association, ebenfalls in Lexington. Zwischen 1953 und 1959 war Philpott Abgeordneter im Repräsentantenhaus von North Carolina. Dort leitete er im Jahr 1958 den Ausschuss zur Reform der Staatsverwaltung. 1960 wurde er an der Seite von Terry Sanford zum Vizegouverneur von North Carolina gewählt. Dieses Amt bekleidete er bis zu seinem Tod am 19. August 1961. Dabei war er Stellvertreter des Gouverneurs und Vorsitzender des Staatssenats. Seit 1931 war Harvey Philpott mit Frances Adelaide Thompson verheiratet, mit der er zwei Töchter und einen Sohn hatte.